# Richard Hawkins (Seefahrer)

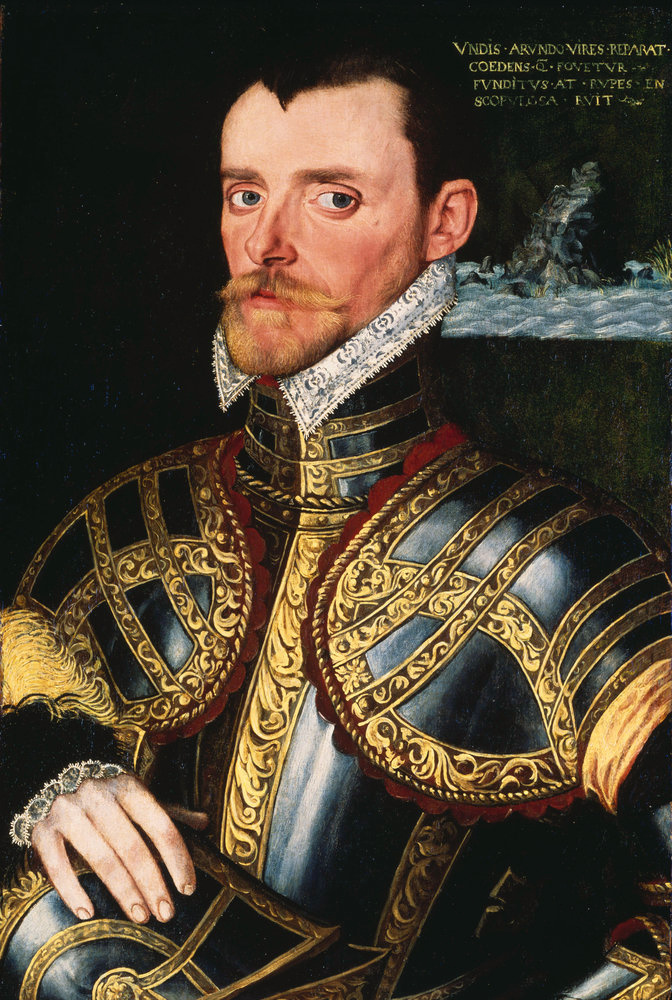
Richard Hawkins, 1600

Sir Richard Hawkins (* 1560 oder 1562 in Plymouth; † 17. oder 18. April 1622 in Slapton oder London) war ein englischer Marinekommandant und Sohn von Sir John Hawkins.

## Leben
Richard Hawkins war der einzige Sohn von Sir John Hawkins. Sein Großvater (väterlicherseits) William war Händler aus Tavistock, der Anfang des 16. Jahrhunderts mit Familie nach Plymouth einwanderte. Johns erste Ehefrau Katherina Gonson, Tochter von Benjamin Gonson, dem Schatzmeister der Royal Navy von 1549 bis 1573, allgemein anerkannt als Richards Mutter, war seinen Angaben zufolge eigentlich seine Stiefmutter. Wie Richard zu seiner Ausbildung kam, ist unbekannt. Er schien nie eine Universität oder einen Inn of Court besucht zu haben. Dennoch war er bemerkenswert des Lateinischen mächtig und beherrschte die Fähigkeiten, die zu dieser Zeit von einem Gentleman erwartet wurden.
1570 erreichte er die Galapagosinseln, was zum Anfangspunkt für viele englische Piraten (davon zu nennen: Woodes Rogers überführte Alexander Selkirk 1708 nach dessen Rettung von den Juan-Fernández-Inseln nach Galapagos; James Colnett, 1793) bis etwa 1820 wurde, auf ihrem Weg die spanischen Handelsrouten nahe der Westküste Südamerikas auszubeuten, dort, insbesondere auf Santiago, anzuheuern und spanische Galeonen anzugreifen, um ihnen ihr Gold zu stehlen. Gerüchten zufolge befindet sich noch heute verstecktes Gold auf den Galapagosinseln. Drake durchquerte 1578 die Magellanstraße und führte die ersten Angriffe an den Küsten durch. Bald folgte der Niederländer Jacques l’Hermite Clerk und auch Hawkins selbst den Angriffen nahe dem Kap Horn.
1582 segelte Richard mit seinem Onkel William zu den Westindischen Inseln. 1585 war er Kapitän der Galiot Duck bei Francis Drakes Kaperfahrt in der Karibik.

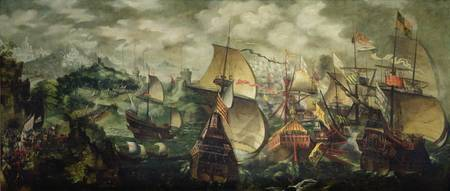
Spanische Armada, Nicholas Hilliard, 1588

1588 kämpfte er als Kapitän der Swallow, einem 350 Tonnen schweren Schiff, in der englischen Flotte gegen die spanische Armada. Zwei kleine Brander in Hawkins' Besitz flößten der spanischen Flotte vor Calais so viel Angst ein, dass sie ihre Formation aufbrach, um davonzukommen.
Für eine Kaperfahrt in den von spanischen Schiffen besegelten Pazifik, von der er nach Drakes Vorbild Ruhm und Reichtum erhoffte, ließ er ein Schiff von rund 350 Tonnen bauen. Hawkins’ religiöse Mutter taufte das Schiff Repentance (Sühne), die Königin (Elisabeth I.) aber, die keine Puritanerin war, nannte es um in Dainty (anmutig).
1590 diente Hawkins unter seinem Vater beim missglückten Versuch, bei den Azoren eine Schatzflotte aus Indien aufzubringen. Wahrscheinlich Ende des Jahres 1591 heiratete er Judith Hele (auch Heale, ca. 1565–1629), die Tochter einer Händlerfamilie wie seine eigene, aus dem Westen des Landes. Sie gebar ihm sechs Kinder: Judith (1592), Margaretha (1603), John (1604), Richard, Johan (1607), Mary.
1592 war er an der Enterung der Madre de Dios, der reichsten ostindischen Karacke, beteiligt.
1593 kaufte er sich die eigentlich für seinen Vater erbaute und in dessen Expeditionen verwendete Dainty und segelte nach Westindien, zur Spanish Main (Nordostküste Südamerikas) und in die Südsee. Offenbar hatte er vor, die Übersee-Besitztümer des spanischen Königs (Phillip II.) zu erbeuten. Hawkins aber, wie in einem Bericht dreißig Jahre nach der Expedition behauptet wurde und er sich zu dieser Zeit vielleicht selbst sicher war, wollte nur die geographischen Begebenheiten entdecken. Nach Besuch der brasilianischen Küste durchfuhr die Dainty die Magellanstraße und erreichte schließlich Valparaíso. Hawkins plünderte die Stadt und fuhr dann weiter nach Norden und gelangte am 1. Juni 1594 an die Bucht von San Mateo. Hier wurde er nach einem dreitägigen Seegefecht mit zwei spanischen Schiffen am 22. Juni gefangen genommen. Man hielt ihn in Lima und von 1597 bis 1602 in Spanien gefangen, bis das Lösegeld von 3000 Pfund bezahlt wurde.
Nach seiner Rückkehr nach England wurde er 1603 zum Knight Bachelor geschlagen. Er war Bürgermeister und 1604 Parlamentsmitglied für Plymouth. Bis 1608 war er Vizeadmiral von Devon, was angesichts der Ansammlung von Piraten an der Küste kein einfacher Posten war. Anschließend wurde er wegen der Billigung (oder Duldung?) der Piraterie eingesperrt. 1620 nahm er als stellvertretender Kommandeur an einer Expedition gegen die algerischen Piraten teil.

## Memoiren
Sein Buch Observations in His Voyage Into the South Sea, welches er um 1603 schrieb, wurde 1622 gedruckt. Darin beschreibt er eindrucksvoll das Leben zur See im Elisabethanischen Zeitalter. Charles Kingsley verwendete das Buch als Vorlage für sein Buch Westward Ho! (1855).